# Campeonato de Apertura 1949 (Perú)
El Campeonato de Apertura 1949 fue la quinta edición de este torneo. El campeón fue Alianza Lima tras ganar en una final de desempate a Sporting Tabaco. Este torneo es recordado, especialmente por los hinchas "blanquiazules", ya que se dio la máxima goleada en la historia de los clásicos del fútbol peruano, al ganar a Universitario por 9 a 1. La organización correspondía a la Asociación No Amateur (ANA), antigua denominación de la actual Asociación Deportiva de Fútbol Profesional (ADFP).

## Formato
El torneo se jugó en un sistema de todos contra todos a una sola rueda y se otorgaba dos puntos por partido ganado, un punto por partido empatado y ninguno por partido perdido. El campeón sería el que más puntos acumule, en caso de igualdad de puntos se jugaba un partido de desempate por el título

## Equipos participantes
| Club             | Vía de clasificación                               |
| ---------------- | -------------------------------------------------- |
| Alianza Lima     | Campeón del Campeonato Peruano de Fútbol de 1948   |
| Atlético Chalaco | Subampeón del Campeonato Peruano de Fútbol de 1948 |
| Sporting Tabaco  | Tercero del Campeonato Peruano de Fútbol de 1948   |
| Universitario    | Cuarto del Campeonato Peruano de Fútbol de 1948    |

## Partidos
1ª ronda
| Lugar                    | Local           | Resultado | Visitante        |
| ------------------------ | --------------- | --------- | ---------------- |
| Antiguo Estadio Nacional | Alianza Lima    | 4–2       | Atlético Chalaco |
| Antiguo Estadio Nacional | Sporting Tabaco | 3–2       | Universitario    |

 2ª ronda
| Lugar                    | Local           | Resultado | Visitante        |
| ------------------------ | --------------- | --------- | ---------------- |
| Antiguo Estadio Nacional | Universitario   | 5–3       | Atlético Chalaco |
| Antiguo Estadio Nacional | Sporting Tabaco | 1–1       | Alianza Lima     |

  3ª ronda
| Lugar                    | Local           | Resultado | Visitante        |
| ------------------------ | --------------- | --------- | ---------------- |
| Antiguo Estadio Nacional | Sporting Tabaco | 3–2       | Atlético Chalaco |
| Antiguo Estadio Nacional | Alianza Lima    | 9–1       | Universitario    |

## Tabla de posiciones
| Pos. | Equipo                | PJ | PG | PE | PP | GF | GC | Dif. | Puntos |
| ---- | --------------------- | -- | -- | -- | -- | -- | -- | ---- | ------ |
| 1°   | Alianza Lima          | 3  | 2  | 1  | 0  | 14 | 4  | +10  | 5      |
| 2°   | Sporting Tabaco       | 3  | 2  | 1  | 0  | 7  | 5  | +2   | 5      |
| 3°   | Universitario         | 3  | 1  | 0  | 2  | 8  | 14 | -6   | 2      |
| 4°   | Club Atlético Chalaco | 3  | 0  | 0  | 3  | 7  | 12 | -5   | 0      |

## Final de desempate
|  | Sporting Tabaco | 1:3 | Alianza Lima | Estadio Nacional, Lima |  |

|                                |
| Campeón Campeonato de Apertura |
| Alianza Lima 2.do título       |